# (464174) 2015 AN126
(464174) 2015 AN126 es un asteroide perteneciente al cinturón de asteroides, descubierto el 13 de febrero de 2004 por el equipo Spacewatch desde el Observatorio Nacional de Kitt Peak (Arizona, Estados Unidos).